# Christian Schwarzer
Christian Schwarzer, nemški rokometaš, * 23. oktober 1969, Braunschweig.
Leta 2004 je na poletnih olimpijskih igrah v Atlanti v sestavi nemške reprezentance osvojil srebrno olimpijsko medaljo.